# Halowe Mistrzostwa Europy w Lekkoatletyce 1970 – sztafeta 4 × 2 okrążenia mężczyzn
Sztafeta 4 × 2 okrążenia mężczyzn – jedna z konkurencji biegowych rozgrywanych podczas halowych lekkoatletycznych mistrzostw Europy w hali Stadthalle w Wiedniu. Rozegrano od razu bieg finałowy 14 marca 1970. Długość jednego okrążenia wynosiła 200 metrów. Zwyciężyła reprezentacja Związku Radzieckiego, która ustanowiła nieoficjalny halowy rekord świata w sztafecie 4 × 400 metrów czasem 3:05,9. Tytułu z poprzednich igrzysk nie obroniła sztafeta Polski, która tym razem zdobyła srebrny medal. 

## Rezultaty

### Finał
Rozegrano od razu bieg finałowy, w którym wzięły udział 4 sztafety.

Opracowano na podstawie materiału źródłowego.
| Miejsce | Reprezentacja | Zawodnicy                                                                | Czas   | Uwagi |
| ------- | ------------- | ------------------------------------------------------------------------ | ------ | ----- |
| 1       | ZSRR          | Jewgienij Borisienko, Jurij Zorin, Borys Sawczuk, Aleksandr Bratczikow   | 3:05,9 | WR    |
| 2       | Polska        | Jan Werner, Stanisław Grędziński, Jan Balachowski, Andrzej Badeński      | 3:07,5 |       |
| 3       | RFN           | Dieter Hübner, Karl-Hermann Tofaute, Ulrich Strohhäcker, Helmar Müller   | 3:21,6 |       |
| 4       | Austria       | Ekkehard Kolodziejczak, Christian Artaker, Robert Kropiunik, Alfred Wolf | 6:20,2 |       |